# Glenurus gratus
Glenurus gratus là một loài côn trùng trong họ Myrmeleontidae thuộc bộ Neuroptera. Loài này được Say miêu tả năm 1839.

## Hình ảnh

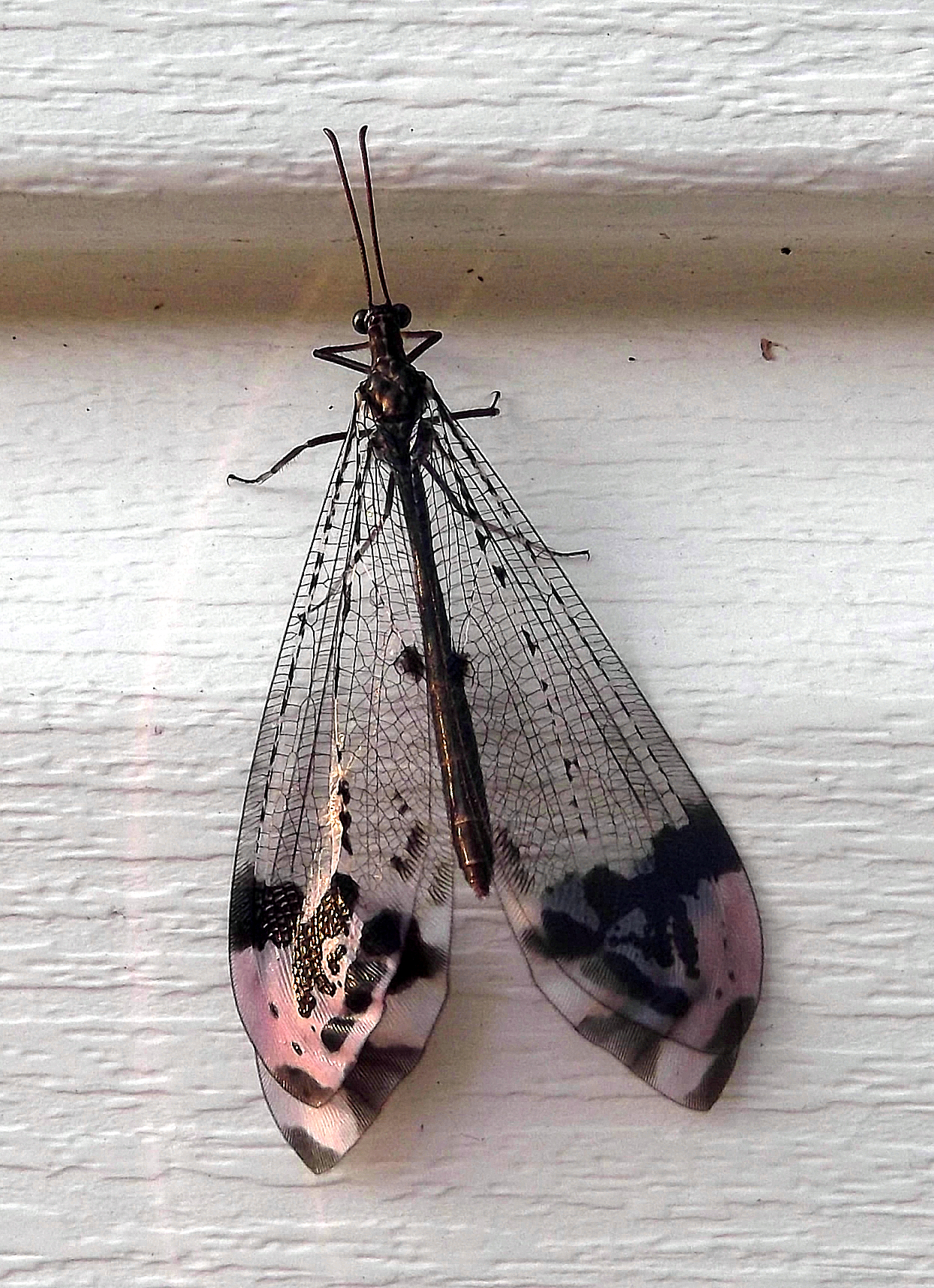